# بايل (مطربة)
بايل (Pile) (إسمها الحقيقي إيريكو هوري (堀絵梨子 هوري إيريكو)) هي مطربة وممثلة يابانية ولدت في 2 مايو 1988 في طوكيو.

## أدوارها في الأنمي

### مسلسلات أنمي تلفزيونية
- لاف لايف! - ماكي نيشيكينو
- وورلد تريغر - كوكوا تاكيدا
- لعبة الملك ذي أنيميشن - ريا إيوامورا

### أفلام أنمي
- لاف لايف! ذا سكول آيدول موفي - ماكي نيشيكينو

## ديسكوغرافيا

### ألبومات
- Jewel Vox
- PILE

### أغاني منفردة
- 伝説のFLARE (شارة النهاية الثالثة لمسلسل أنمي فرسان التنكاي)
- キミがくれたKISEKI
- ドリームトリガー (شارة البداية الثالثة لمسلسل أنمي وورلد تريغر)
- Melody (شارة البداية الأولى للموسم الثاني من مسلسل أنمي ريني من الحدود)

## وصلات خارجية
- بايل على موقع IMDb (الإنجليزية)
- بايل على موقع ميوزك برينز (الإنجليزية)
- بايل على موقع قاعدة بيانات الفيلم (الإنجليزية)
- بايل على موقع كينوبويسك (الروسية)
- بايل على موقع ANN person (الإنجليزية)